# Réserve pétrolière
 (avril 2010).
Si vous disposez d'ouvrages ou d'articles de référence ou si vous connaissez des sites web de qualité traitant du thème abordé ici, merci de compléter l'article en donnant les références utiles à sa vérifiabilité et en les liant à la section « Notes et références ».
 (mars 2022).
Les réserves pétrolières sont le volume de pétrole récupérable, à partir de champs de pétrole découverts, sur la base des contraintes économiques et techniques actuelles.
La part récupérable du pétrole présent dans le sol est appelée « réserve » lorsqu'elle est exploitable techniquement et économiquement ; pour un champ donné, on tient compte de ces contraintes pour évaluer la part récupérable, sachant qu'une partie importante du pétrole ne sera pas extraite du sol. Le taux de récupération est le pourcentage de pétrole récupérable par rapport à la quantité totale initialement en place. Ce taux est de l'ordre de 35 %, en moyenne mondiale, en 2009.
Le terme « réserve » est souvent utilisé à tort à la place du terme « ressource ». « Réserve » se réfère exclusivement à des volumes de pétrole découverts, techniquement et économiquement récupérables. Lorsqu'un ou plus de ces trois critères n'est pas vérifié, le terme « réserve » est inapproprié et il convient plutôt de parler de « ressources ». Ainsi, les volumes désignés sous le terme de « ressources » ont une probabilité moindre d'être exploités que les volumes désignés sous le terme de « réserve ».

## L'histoire
Entre 1859 et 1968, la consommation totale de pétrole fut de 200 milliards de barils (31 km3). La question des réserves de pétrole prouvées est ancienne. Déjà en 1942, on estimait que les réserves existantes seraient toutes taries en 1951.
En 2006, la consommation mondiale approche les 30 milliards de barils par an.

## Catégories et définitions
Les réserves pétrolières sont appelées possibles, probables ou prouvées selon le degré croissant de certitude que l'on a de leur existence, en fonction des données et des interprétations géologiques et techniques, pour chaque localisation. La mesure de ces valeurs est faite par la ou les compagnies pétrolières procédant à l'exploration/production. Ces dernières années, la Securities and Exchange Commission a exigé que les compagnies pétrolières possédant des réserves listées adoptent des standards d'évaluation des réserves en accord avec la pratique industrielle. Dans un cas particulier, la compagnie, Shell a dû réévaluer ses réserves pétrolières pour 2001 et 2002, en application de définitions plus strictes des catégories de réserves.
Les réserves pétrolières sont essentiellement une mesure de risque géologique — de la probabilité de l'existence du pétrole et de son exploitation dans les conditions économiques et les techniques actuelles.

### Réserves prouvées

Réserves prouvées dans les 5 plus gros pays détenteurs de réserves.

Définies par les ressources en gaz et pétrole « raisonnablement certaines » d'être produites, en utilisant les techniques actuelles, au prix actuel et selon les accords commerciaux et gouvernementaux en cours. Dans l'industrie, elles sont connues sous le nom 1P. Certains spécialistes utilisent l'appellation P90, car elles ont 90 % de chance d'être mises en production.

### Réserves probables
Définies par les ressources en gaz et en pétrole « raisonnablement probables » d'être produites, en utilisant les techniques actuelles, au prix actuel et selon les accords commerciaux et gouvernementaux en cours. Dans l'industrie, elles sont connues sous le nom 2P. Certains spécialistes utilisent l'appellation P50, car elles ont 50 % de chance d'être mises en production.

### Réserves possibles
Définies comme "ayant une chance d'être développées en tenant compte de circonstances favorables". Dans l'industrie, elles sont connues sous le nom 3P. Certains spécialistes utilisent l'appellation P10, car elles ont 10 % de chance d'être mises en production.

## Réserves pétrolières mondiales

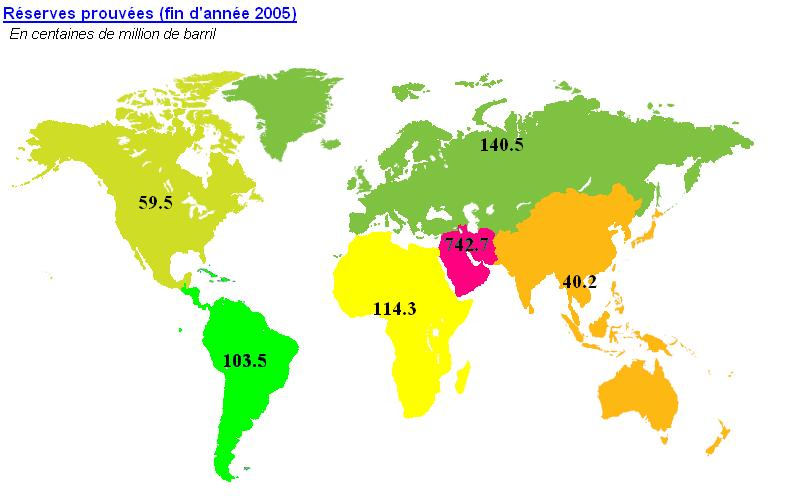
Carte des réserves pétrolières mondiales prouvées fin 2005. Source pour les chiffres : British Petroleum.

Les réserves sont exprimées en milliards de barils (Gb). (Ne pas tenir compte de l'indication erronée "En centaines de millions", qui apparaît en haut et à gauche)
Les volumes découverts en 2012 et 2013 sont en forte baisse : selon le cabinet Wood Mackenzie, les compagnies ont découvert 16,7 milliards de barils équivalent pétrole en 2013 (7,7 de pétrole et 9 de gaz naturel), soit à peine la moitié des volumes consommés, très loin des 39,8 milliards découverts en 2010 (18,5 de pétrole et 21,3 de gaz). Selon Geoffroy Hureau, de l’IFP Énergies nouvelles (IFPEN), « 2013 a été la pire année en la matière depuis près de vingt ans, et 2014 s’annonce encore plus mauvaise » ; et l'effondrement des prix pétroliers ayant amené les compagnies à réduire fortement leurs investissements, le déclin des découvertes risque de s'accentuer en 2015. Selon les estimations de l’IFPEN, les compagnies pétrolières ont dépensé 100 milliards de dollars en exploration en 2013, cinq fois plus qu’en 2003, avec des résultats très inférieurs. Selon Wood Mackenzie, le taux de succès des forages est tombé de 42 % en 2004 à 36 % en 2013, et le coût du baril découvert dans le monde a été multiplié par quatre en dix ans, de 0,90 à 3,54 dollars. Les grandes compagnies pétrolières compensent la baisse de leurs découvertes par des rachats de gisements découverts par des indépendants, et parviennent ainsi à maintenir le taux de renouvellement de leurs réserves : ainsi, Total et Shell ont acheté, fin 2013, 20 % chacun du gisement géant de Libra, au large des côtes brésiliennes, dont les réserves sont estimées entre 8 et 12 milliards de barils équivalent pétrole, et ExxonMobil a augmenté d’un coup ses réserves prouvées de 2,8 milliards de barils équivalent pétrole grâce au rachat, en 2010, du producteur de gaz de schiste américain XTO. Total a, selon son dernier rapport annuel, découvert 2,3 milliards de barils équivalent pétrole de 2011 à 2013, pour 1,1 milliard acquis et 2,5 milliards produits.
Colin Campbell a calculé qu’il y avait initialement un total de 2 050 à 2 390 milliards de barils (380 km3) de pétrole brut sur Terre, dont entre 45 et 70 % ont été consommés. Selon le 2006 BP Statistical Review of World Energy, depuis les années 1965-2005, environ 917 milliards de barils de pétrole ont été extraits globalement.
Le World Energy Resources Program de l'Institut d'études géologiques des États-Unis (USGS) produit les estimations officielles des ressources mondiales de pétrole pour le Gouvernement fédéral des États-Unis. Ce programme estime que les réserves mondiales restantes sont d'environ 1 000 gigabarils, et les estimations actuelles[Quand ?] prévoient l'épuisement de ces réserves connues dans les 50 prochaines années. Les estimations des réserves encore inconnues varient largement, de 275 à 1 469 gigabarils (de 44 à 234 km3). Le Moyen-Orient possède 50 % des réserves mondiales restantes connues. L’USGS estime que les réserves totales représentent environ trois fois les quantités connues.
Il y a des marges importantes d'incertitude concernant la taille réelle des réserves connues. Vraisemblablement pour des raisons politiques, des nations n’ont pas autorisé des audits de la taille de leurs champs. Ceci est particulièrement vrai au Moyen-Orient, parmi les membres de l’OPEP, ainsi que dans les pays qui appartenaient à l’URSS. L’OPEP limite la production de pétrole de ses membres à une portion des réserves restantes, ce qui pousse à manipuler les données. Par exemple, en 1985 le Koweït a augmenté l'estimation de la taille de ses champs de pétrole de 50 %, ce qui lui a permis d’augmenter sa production. D'autres pays membres ont rapidement suivi, mais la Saudi Aramco contrôle les plus grandes réserves mondiales prouvées de pétrole.
Certaines estimations, comme celles de l'USGS, prédisent que les réserves de pétrole deviendront économiquement inexploitables dans les années 2050. Cependant, ces chiffres sont ouverts au débat puisqu'ils incluent seulement les réserves qui sont, en 2008, en exploitation ou considérées comme économiquement exploitables. Elles n'incluent pas les sables bitumeux et les bitumes, et ne tiennent pas non plus compte des productions possibles de dérivé de charbon, d'extraction de méthane depuis les déchets, du recyclage des pneumatiques ou des plastiques. Les estimations n'incluent également aucune réserve en Antarctique, protégé de l'exploration par des traités environnementaux. Bien qu'aucune de ces sources ne soit actuellement économiquement rentable, elles pourraient être utilisées pour produire des quantités significatives d'hydrocarbures dans le futur, et pourraient devenir importantes en tant qu'alternatives à la production de pétrole brut, ou si de nouvelles techniques les rendent plus facile à exploiter. Une montée du prix du pétrole brut peut aussi rendre ces sources attractives ; les industriels croient que des prix stables supérieurs à 40 USD/bbl suffiront pour inciter et donner un retour sur investissement suffisant afin de convertir les réserves précédemment indésirables en réserves économiquement viables.
| Réserves pétrolières[source insuffisante] | fin 1985               | fin 1995               | fin 2004               | fin 2005               | fin 2005               | fin 2005   | fin 2005          |
| ----------------------------------------- | ---------------------- | ---------------------- | ---------------------- | ---------------------- | ---------------------- | ---------- | ----------------- |
| Réserves pétrolières[source insuffisante] | en milliards de barils | en milliards de barils | en milliards de barils | en milliards de tonnes | en milliards de barils | % du total | Ratio R/P (année) |
| TOTAL MONDIAL                             | 770,4                  | 1027,0                 | 1194,1                 | 163,6                  | 1200,7                 | 100,0 %    | 40,6              |
| Parts de l'OCDE                           | 118,6                  | 111,3                  | 81,8                   | 10,6                   | 80,6                   | 6,7 %      | 11,2              |
| OPEP                                      | 535,8                  | 785,1                  | 897,4                  | 123,2                  | 902,4                  | 75,2 %     | 73,1              |
| Hors OPEP et ex-URSS                      | 172,0                  | 179,8                  | 175,8                  | 23,5                   | 175,4                  | 14,6 %     | 13,6              |
| Ancienne Union soviétique                 | 62,7                   | 62,1                   | 120,9                  | 16,8                   | 122,9                  | 10,2 %     | 28,4              |
| Voir le tableau complet par pays          |                        |                        |                        |                        |                        |            |                   |

### Enregistrement des réserves
Les réserves de pétrole et de gaz constituent un actif d’une compagnie pétrolière. L'enregistrement est le procédé par lequel les réserves sont additionnées au bilan d'une compagnie. Cela est effectué selon une série de règles édictées par la Society of Petroleum Engineers (SPE). Les réserves de toutes les sociétés cotées au New York Stock Exchange — ce qui en pratique ne concerne que les compagnies pétrolières internationales, qui contrôlent moins de 20 % des réserves prouvées en 2009 — doivent être déclarées à la Securities and Exchange Commission. Dans de nombreux cas ces réserves enregistrées sont vérifiées par des audits réalisés par des géologues extérieurs, bien que ce ne soit pas une obligation légale. La Securities and Exchange Commission rejette le concept de probabilité et interdit aux compagnies de ne pas mentionner les réserves probables et possibles dans leurs documents. Ainsi, les estimations officielles des réserves prouvées seront toujours à considérer en comparaison avec ce que les compagnies pétrolières pensent qu'il existe réellement. Pour des raisons pratiques, les compagnies utiliseront les réserves prouvées plus les estimations de réserves probables (2P), et pour des planifications à long terme elles se baseront principalement sur les réserves possibles (3P).
D'autres pays ont également leur propre autorité nationale concernant les réserves d'hydrocarbures (par exemple le GKZ, commission des réserves étatiques de Russie) auxquelles les compagnies présentes dans ces pays doivent se référer.
D'autres types de risques existent également : risque économique, risque technique, et le risque politique. Le risque économique est la probabilité que le pétrole existe mais ne puisse pas être produit aux prix et coûts actuels. Il y a une grosse quantité de pétrole qui tombe sous ce risque, ce qui explique que les économistes seront toujours plus optimistes que les géologues. Le risque technique est la probabilité que le pétrole existe mais ne puissent être exploité en utilisant les techniques actuellement disponibles. Encore une fois, une grosse quantité de pétrole tombe sous ce risque, comme les dépôts mondiaux de schiste bitumineux. Enfin, le risque politique est le risque que le pétrole existe mais ne puisse être exploité à cause de conditions politiques. Étant donné que la plus grande partie du pétrole mondial se trouve dans des pays instables politiquement, le risque politique est habituellement le risque le plus important et le plus difficile à quantifier.
Enfin, il y a le risque énergétique. Lorsque sur un puits, il faut consommer plus d'un litre de pétrole pour extraire un litre de pétrole, il se crée une nouvelle limite, indépendante du cours du baril, qui ne peut éventuellement être dépassée que par l'utilisation de nouvelles techniques.
Un exemple d’augmentation des réserves grâce à la technique est l’augmentation récente des réserves pétrolières canadiennes de 5 à 179 milliards de barils, plaçant le Canada à la deuxième place des réserves pétrolières mondiales. Il n’y a pas de risque géologique dans les sables bitumeux du Canada — leur existence est connue depuis des siècles. L'augmentation s'est passée grâce à la courbe d'apprentissage combinée avec le principe de technologie de rupture. En exerçant une politique de réduction des coûts importante, les compagnies ont réduit leurs coûts de production de 30 à 10 dollars par baril. Pendant ce temps la Alberta Oil Sands Technology and Research Authority a développé un nouveau procédé de filtrage par gravité assisté par vaporisation (steam assisted gravity drainage, SAGD) pour exploiter les sables bitumeux profonds. Dans le même temps, des améliorations dans le forage directionnel rendent les forages de puits SAGD horizontaux bien moins coûteux. Finalement, le Alberta Energy and Utilities Board (AEUB) entre ces nouveaux chiffres dans ses simulations informatiques, et en appuyant simplement sur une touche quadrupla les réserves de pétrole prouvées nord-américaines. Aucune nouvelle réserve n'avait été découverte, mais certaines réserves potentielles ayant juste franchi le seuil économique et technique d'exploitation.

## Réserves nord et sud-américaines

### Brésil
Le pétrole offshore brésilien a fait l'objet de beaucoup de recherches, dans les années 2000, sous la houlette de Petrobras et de l'ANP. Ces recherches ont permis de découvrir plusieurs champs de grande importance (« supergéants »), parmi lesquels Tupi, découvert en 2007, avec 6,5 Gbbl, Iracema avec 1,8 Gbbl, Franco, découvert en 2010, avec 4,5 Gbbl et Libra, découvert en 2010, avec 8 à 15 Gbbl,. Le Brésil, qui disposait de 14,9 Gbbl en 2009, a déclaré vouloir porter ses réserves à 35 Gbbl en 2014 ; les seuls champs cités ci-dessus, une fois leurs réserves officialisées, pourraient suffire à cet objectif, propulsant en quelques années le Brésil au 11e rang mondial devant les États-Unis. Certains estiment que la région de Santos, au sud de Rio de Janeiro, pourrait receler à elle seule 33 Gbbl. Des caractéristiques communes à ces nouveaux puits sont une grande profondeur d'eau (de l'ordre de 2 000 m), une grande profondeur forée (5  à   6 000 m), une couche antésalifère, un pétrole de bonne qualité commerciale (densité API 28-30). Il s'agit donc de conditions extrêmes sur le plan technique pour l'époque, Petrobras s'affirmant comme leader mondial dans ce domaine.

### Canada

La production de pétrole conventionnel canadien atteint un pic en 1973, mais la production de pétrole venant des sables bitumineux devrait augmenter jusqu'au moins 2020 d'après les prévisions.

Dans les dernières années, les réserves pétrolières prouvées de l'Alberta furent relevées d'un total conventionnel d’environ 5 milliards de barils, à un niveau d’environ 180 milliards de barils, qui inclut les sables bitumineux de l'Athabasca , plaçant le Canada en deuxième place derrière l'Arabie saoudite. D’autres estimations (BP Statistical Review of World Energy) placent les réserves de pétrole du Canada dans la zone des 17 milliards de barils, en ne comptant que la portion des sables bitumineux actuellement développés/exploités. Entre 1973 et 2011, quelque 8 milliards de barils ont été extraits des sables bitumineux.
Bien que l'Alberta représente près de 75 % des réserves pétrolières conventionnelles canadiennes, la plupart des autres provinces et territoires (spécialement la Saskatchewan et les eaux territoriales au large de Terre-Neuve) détiennent aussi des réserves substantielles .
Les estimations des réserves de sable bitumineux peuvent être trompeuses parce que les sables bitumineux contiennent un type de pétrole, le bitume, lequel se présente sous un aspect semi-solide.
D'après les règles de la SEC américaine, les compagnies nord-américaine ne peuvent enregistrer officiellement les sables bitumineux comme réserve prouvée qu'après qu'elles ont terminé une mine à ciel ouvert ou une usine thermique pour les extraire et une raffinerie pour les convertir en pétrole brut de synthèse (syncrude). D'un autre côté, le gouvernement d’Alberta fonde ses estimations de réserves sur les forages et les diagraphies de 19 000 puits forés dans les sables bitumineux. L’Alberta utilise le terme « bitume brut » plutôt que « pétrole brut » et le terme « réserves établies » plutôt que « réserves prouvées » pour les différencier des estimations des compagnies pétrolières. Ces estimations n’attirèrent pas beaucoup d’attention jusqu’à ce que le prestigieux Oil and Gas Journal les ajoute à ses estimations des réserves prouvées de pétrole du Canada, ce qui quadrupla les réserves nord-américaines en un tour de main. La production de l'Alberta et les exportations canadiennes ont subitement augmenté en dépit du fait que les réserves de pétrole conventionnel de l’Alberta soient presque complètement épuisées.
Lorsque les prix du pétrole étaient bas, les sociétés exploitant les sables bitumineux comme Suncor Energy et Syncrude réduisirent leur coût à environ 20-30 US $/bbl. En conséquence, l'augmentation du prix du pétrole de 2004 à 2006 à plus de 75 $/bbl fut suffisante pour permettre la planification et le démarrage de projets d'exploitation de sables bitumineux de plus 100 milliards de dollars. La production de sables bitumineux de l'Alberta en 2005 était d'environ 0,4 milliard de barils par an. Il est prévu d'atteindre 0,7 milliard de barils par an, soit 67 % de la production de l'Alberta en 2010. La Canadian Association of Petroleum Producers a prédit que d’ici 2020, la production de pétrole du Canada sera de 1,75 milliard de barils par an, dont seulement 10 % seront du pétrole brut conventionnel léger ou moyen.
Les freins les plus importants pour le développement futur de cette industrie sont, d'une part, l'accès à des terminaux maritimes par oléoduc, dont plusieurs projets n'avaient toujours pas abouti en 2013 (Keystone XL, Northern Gateway) et, d'autre part, la pénurie sans précédent de travailleurs et de logements dans la région de Fort McMurray et dans l'ensemble de l'Alberta. Selon Statistique Canada en septembre 2006, le taux de chômage en Alberta était tombé à un niveau record, plus bas que dans n'importe quelle province canadienne ou État américain. De même, le revenu par habitant enregistra une hausse de plus du double de la moyenne canadienne. Au niveau planétaire, la croissance économique de l'Alberta arrivait tout juste derrière celle de la Chine.

### États-Unis

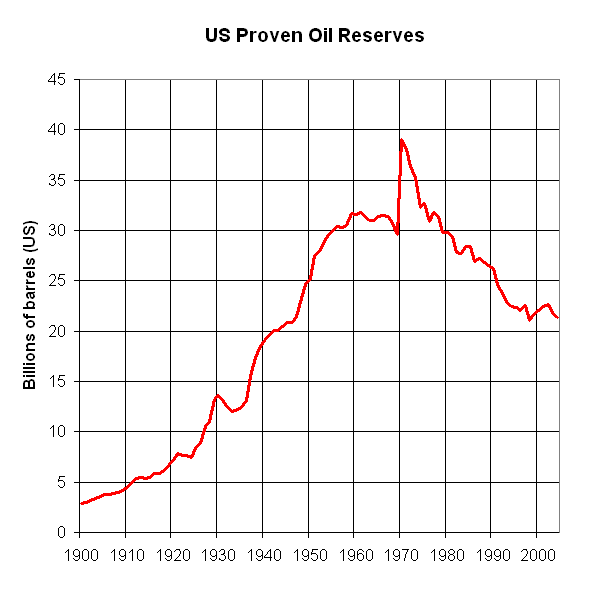
Les réserves de pétrole des États-Unis ont atteint un pic brusquement en 1970 après la découverte du champ géant de Prudhoe Bay en Alaska.

La production de pétrole des États-Unis a aussi atteint un pic en 1970. En 2005, les importations représentaient deux fois la production.

Les réserves pétrolières prouvées des États-Unis ont diminué jusqu'à un peu moins de 21 milliards de barils fin 2008 selon l'Energy Information Administration américaine, une diminution de 46 % par rapport aux 39 milliards de barils qu'elles atteignaient en 1970 lorsque les très grandes réserves de l'Alaska North Slope ('ANS') furent enregistrées. Depuis, il y a eu des millions de puits de pétrole forés aux États-Unis et il ne reste nul endroit où un champ pétrolier de la taille de l'ANS puisse être caché. Il semble donc que les réserves de pétrole des États-Unis soient en baisse durable. Lorsque les champs de pétrole se rapprochent de la fin de leur production, les estimations des quantités restantes deviennent plus précises. En conséquence, les chiffres américains de réserves pétrolières sont très précis comparés à ceux d’autres pays.
La production de pétrole avait atteint fin 1970 plus de 9 millions de barils par jour, mais est descendue à 5 millions de barils en 2008. La production à l'automne 2005 a même chuté temporairement à seulement 1,5 million de barils par jour à la suite des ouragans dans le golfe du Mexique — un niveau jamais vu depuis la Seconde Guerre mondiale. Dans le même temps, la consommation américaine de produits pétroliers a dépassé les 20 millions de barils par jour. La différence vient essentiellement des importations, avec comme principal fournisseur le Canada qui a accru ses exportations de pétrole brut et de produits raffinés vers les États-Unis à 0,8 milliard de barils par an fin 2005. Les importations de pétrole et de produits pétroliers représentent en 2008 près de la moitié du déficit commercial des États-Unis.
Avec la fermeture du gigantesque champ pétrolier de Prudhoe Bay (Alaska) pour des travaux de réparation d'oléoduc en août 2006, l'avenir immédiat paraît encore plus sombre, car la production de l'Alaska a diminué de moitié et l'ensemble de la production américaine de 8 %. BP, l’exploitant de Prudhoe Bay, n'avait pas voulu donner d'estimation sur la date de remise en service de l'oléoduc qui n'a eu lieu qu'en juin 2007.
Les États-Unis jouissent de la plus forte concentration de schiste bitumineux du monde, selon le Bureau of Land Management et détiennent, estime-t-on, 800 milliards de barils de réserves de pétrole, assez pour satisfaire la demande en pétrole des États-Unis (si elle reste aux niveaux actuels) pendant 110 ans. Le développement du schiste bitumineux est possible, car les prix du pétrole sont suffisamment élevés et la technique pour transformer le schiste bitumineux en pétrole est connue depuis le Moyen Âge.
Cependant, la principale contrainte au développement de l'exploitation du schiste bitumineux résidera probablement dans le fait que les sables bitumineux de l'Alberta, au Canada, sont moitié moins coûteux à produire, et que les États-Unis ont tout l'accès désiré à la production de sables bitumineux dans le cadre de l'Accord de libre-échange nord-américain (ALENA). De plus, le développement de la production du schiste bitumineux pose des problèmes environnementaux. Il se situe dans des zones semi-arides où les cicatrices des forages mettent des siècles à disparaître, et où prennent leur source plusieurs fleuves importants, notamment la Powder River, dans une région où le droit d'usage de l'eau importe beaucoup. En revanche, les sables bitumineux de l'Alberta se situent dans une région de taïga pratiquement inhabitée qui est régulièrement ravagée par des feux de forêt et dont les grandes rivières se jettent dans l’océan Arctique. Par conséquent, les schistes bitumineux ne seront probablement pas développés avant que la production de sables bitumineux ne soit bien engagée.

### Mexique
Alors que le gouvernement du Mexique affirme que ses réserves de pétrole dépassent 100 milliards de barils en janvier 2006, le prestigieux Oil and Gas Journal estimait ses réserves prouvées à seulement 12,9 milliards de barils. La raison de cet écart est que le pétrole peut exister en théorie mais, en pratique, la politique et les contraintes technico-économiques l'empêchent d'être développé. La constitution du Mexique donne à la société pétrolière d’État, la PEMEX, le monopole de la production pétrolière, et le gouvernement mexicain utilise la Pemex comme la source majeure de ses recettes, prélevant 60 % de ses revenus sous forme de taxes, selon le Business Week du 13 décembre 2004. En conséquence, Pemex n'a pas assez de capital pour développer seule les ressources et ne peut pas compter sur des partenaires étrangers pour fournir l'argent et la technique qui lui manquent.[non neutre]
Depuis 1979, le Mexique a produit la plupart du pétrole de son super géant Cantarell Field, qui était en 2003 le deuxième plus grand champ dans le monde sur la base de la production, mais qui a atteint son pic en 2003 et commencé son déclin final de production. En 1997, PEMEX a commencé un projet d'injection d’azote en quantité massive, procédé visant à maintenir le niveau d'extraction mais qui consomme la moitié de l’azote produit actuellement dans le Monde. Le recours à cette méthode a accéléré l'épuisement plutôt que d'ajouter de nouvelles réserves. En 2009, la production de Cantarell a été dépassée par celle du champ mitoyen de Ku-Maloob-Zaap.
Concernant ses autres champs, 40 % des réserves restantes du Mexique sont dans le champ de Chicontepec qui a été découvert en 1926, mais qui est resté sous-exploité parce que le pétrole est retenu dans de la roche imperméable. Les champs restant du Mexique sont beaucoup plus petits, plus coûteux à développer, et contiennent du pétrole brut lourd dont les acheteurs ne veulent pas. Ainsi, en se concentrant sur son meilleur champ pétrolier et en ignorant tout le reste, les réserves prouvées du Mexique ont chuté chaque année depuis une décennie, et il reste moins de 10 ans de réserve pétrolière au niveau de production actuel.

### Venezuela

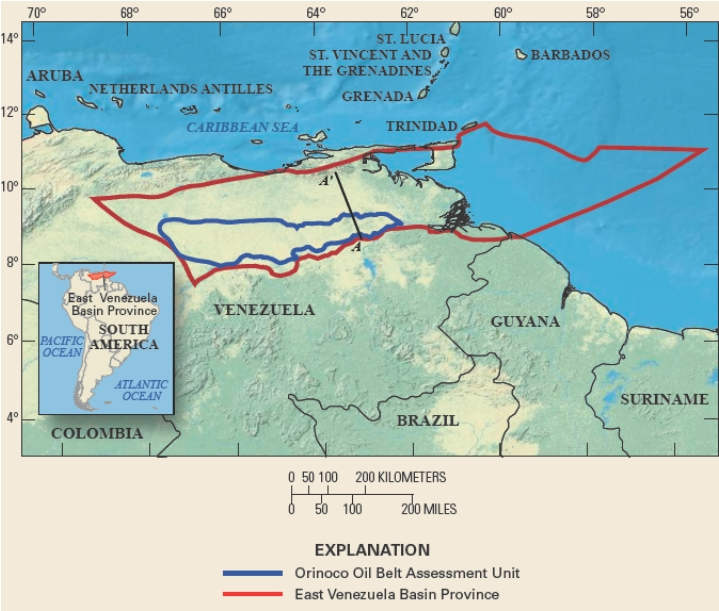
Bassin de pétrole lourd de l'Orénoque

Le Venezuela possèderait, selon les estimations de PDVSA, 1 300 milliards de barils de réserves non conventionnelles (OOIP pour Original Oil In Place), soit une quantité égale aux réserves conventionnelles mondiales. En 2009, l'USGS a estimé à 513 milliards de barils les réserves productibles de la seule région de l'Orénoque, aux conditions techniques actuelles. Les Orinoco tar sands du Venezuela, bien que très lourds par rapport à du pétrole classique (leur densité étant de 4 à 16 ° API), sont moins visqueux que les sables bitumineux de l'Athabasca du Canada, ce qui signifie qu'ils peuvent être produits plus facilement, mais sont situés à des profondeurs plus importantes (150 à 1 400 mètres). Le chiffre précédent était de 350 milliards de barils. Cette nouvelle estimation attribue au Venezuela les premières réserves mondiales, loin devant l'Arabie saoudite ; elle mérite d'être confirmée par d'autres sources, et le tableau des Réserves pétrolières par pays ci-dessous, sur base des valeurs 2008, n'en tient pas encore compte.
Le rapport annuel 2018 de BP estime les réserves du Venezuela fin 2017 à 303,2 milliards de barils (dont 224 Mds de barils de sables bitumineux de l'Orénoque), au premier rang mondial devant l'Arabie saoudite (266,2 Mds de barils).
Le développement par le Venezuela de ses réserves non conventionnelles est principalement limité par les différentes agitations politiques qui ébranlent le pays. Entre fin 2002 et début 2003 une grève, ou plus précisément un blocage de la production opéré par les dirigeants de la compagnie nationale de production pétrolière, PDVSA, a provoqué une chute brutale de la production ainsi que le licenciement de la plupart de ses employés. Ceci a considérablement limité la capacité de développement et de production du Venezuela et forcé le pays à acheter du pétrole russe afin de pouvoir honorer ses engagements commerciaux envers d’autres pays. Le Venezuela déclare produire 3 millions de barils par jour, mais les analystes ainsi que la Energy Information Administration américaine estiment que cette production est plus proche de 2,6 millions de barils par jour. Il est difficile de vérifier la production réelle car la PDVSA a cessé d’envoyer ses rapports à la Securities and Exchange Commission américaine, l'équivalent américain de l'autorité des marchés financiers. Malgré cela, le Venezuela demeure le deuxième ou troisième fournisseur de pétrole des États-Unis, deux tiers de ses exportations pétrolières partant vers les États-Unis.

## Réserves du Moyen-Orient
Les estimations varient sur les réserves restantes au Moyen-Orient. Plusieurs compagnies pétrolières et le département de l'Énergie des États-Unis affirment que le Moyen-Orient possède deux tiers de toutes les réserves pétrolières mondiales. Cette part des réserves pétrolières pourrait être beaucoup plus basse que deux-tiers . L'Institut d'études géologiques des États-Unis affirme en effet que le Moyen-Orient ne possède qu’entre la moitié et le tiers des réserves exploitables mondiales.

### Estimations suspectes de certains pays de l'OPEP
Les pays membres de l’OPEP ont décidé en 1985 de lier leurs quotas de production à leurs réserves. Ce qui paraissait alors sage provoqua une importante hausse des estimations afin d’augmenter leurs droits de production. Cet accroissement leur permit par ailleurs d'obtenir des emprunts plus importants à de meilleurs taux d'intérêt. C'est une raison supposée de l'augmentation des réserves de l'Irak en 1983, alors en guerre avec l’Iran.
Ali Samsam Bakhtiari, un ancien cadre dirigeant de la National Iranian Oil Company, a déclaré que les réserves pétrolières de l’OPEP (et particulièrement celles de l’Iran) sont largement surestimées. Dans un entretien de juillet 2006, il affirmait que la production pétrolière mondiale a atteint son pic et prédit qu’elle chutera de 32 % d’ici à 2020 (ce qui ne s'est pas produit).
| Déclarations de réserves avec augmentations suspectes (en milliards de barils) d'après Colin Campbell, SunWorld, 1980-1995 |           |       |        |        |        |                 |           |
| Année | Abou Dabi | Dubaï | Iran   | Irak   | Koweït | Arabie saoudite | Venezuela |
| 1980 | 28,00     | 1,40  | 58,00  | 31,00  | 65,40  | 163,35          | 17,87     |
| 1981 | 29,00     | 1,40  | 57,50  | 30,00  | 65,90  | 165,00          | 17,95     |
| 1982 | 30,60     | 1,27  | 57,00  | 29,70  | 64,48  | 164,60          | 20,30     |
| 1983 | 30,51     | 1,44  | 55,31  | 41,00  | 64,23  | 162,40          | 21,50     |
| 1984 | 30,40     | 1,44  | 51,00  | 43,00  | 63,90  | 166,00          | 24,85     |
| 1985 | 30,50     | 1,44  | 48,50  | 44,50  | 90,00  | 169,00          | 25,85     |
| 1986 | 31,00     | 1,40  | 47,88  | 44,11  | 89,77  | 168,80          | 25,59     |
| 1987 | 31,00     | 1,35  | 48,80  | 47,10  | 91,92  | 166,57          | 25,00     |
| 1988 | 92,21     | 4,00  | 92,85  | 100,00 | 91,92  | 166,98          | 56,30     |
| 1989 | 92,20     | 4,00  | 92,85  | 100,00 | 91,92  | 169,97          | 58,08     |
| 1990 | 92,20     | 4,00  | 93,00  | 100,00 | 95,00  | 258,00          | 59,00     |
| 1991 | 92,20     | 4,00  | 93,00  | 100,00 | 94,00  | 258,00          | 59,00     |
| 1992 | 92,20     | 4,00  | 93,00  | 100,00 | 94,00  | 258,00          | 62,70     |
| 2004 | 92,20     | 4,00  | 132,00 | 115,00 | 99,00  | 259,00          | 78,00     |

Le total des réserves déclarées est de 701 milliards de barils, dont 317,54 sont douteux (l’année 2004 a été ajoutée plus tard).

Réserves pétrolières de l’OPEP 1980-2008.

La table suggère que, premièrement, les pays de l’OPEP déclarent que la découverte de nouveaux champs, année après année, remplace exactement ou presque exactement la quantité produite, puisque les réserves déclarées varient très peu d'une année à l'autre. Par exemple, l’Arabie saoudite extrait 3 milliards de barils par an, qui doivent diminuer les réserves d'autant. Cependant, Abou Dabi, aux Émirats arabes unis, déclare exactement 92,2 milliards de barils depuis 1988, mais en 16 ans, 14 milliards de barils ont été extraits.
Il y a aussi beaucoup de concurrence entre États. Par exemple, le Koweït a déclaré 90 milliards de barils de réserves en 1985, l’année du lien entre production et réserves. Abou Dabi et l’Iran répondirent avec des chiffres légèrement plus hauts, pour obtenir des quotas de production similaires. Saddam Hussein, craignant d’être distancé par des nations qu’il n’aimait pas, répliqua avec environ 100. Apparemment, avec une telle augmentation des réserves supposées, l’Arabie saoudite fut forcée de répondre, deux ans plus tard, avec sa propre révision.
D’autres exemples suggèrent l’inexactitude des estimations de réserves officielles :
- En janvier 2006, le magazine Petroleum Intelligence Weekly déclara que les réserves du Koweït étaient réellement seulement de 48 milliards de barils, dont seulement 24 milliards étaient « complètement prouvées », appuyant cette information sur des « fuites » de documents officiels koweïtiens. Cette estimation est la moitié de l’officielle.
- La société Shell annonça le 9 janvier 2004 que 20 % de ses réserves devaient être reclassées de prouvées à possibles (incertaines). Cette annonce conduisit à une chute de la valeur de l’action ; un procès tenta difficilement de prouver que la valeur de l'entreprise avait été frauduleusement surévaluée. Plus tard, Shell a révisé ses estimations des réserves trois fois, les réduisant à 10 133 millions de barils (contre 14 500 millions). Le président de Shell, Phil Watts, démissionna.
- On peut voir sur le tableau que les réserves déclarées par le Koweït avant et après la guerre du Golfe sont les mêmes, 94 milliards de barils, malgré le fait que d’immenses incendies de puits de pétrole allumés par les soldats irakiens aient brûlé approximativement 6 milliards de barils[réf. nécessaire].
- Pemex (compagnie d'État du Mexique) en septembre 2002 a décru ses estimations de réserve de 53 %, de 26,8 à 12,6 milliards de barils. Plus tard, l'estimation fut augmentée à 15,7 milliards.
- Il existe d’autres exemples de réserves sous-estimées. En 1993, les réserves de la Guinée équatoriale étaient limitées à certains champs insignifiants; le Oil And Gas Journal les estimait à 12 millions de barils. Deux champs géants et plusieurs plus petits ont été découverts, mais les nombres annoncés sont restés inchangés jusqu’en 2003. En 2002, le pays avait encore 12 millions de barils de réserves selon le journal, alors qu’il produisait 85 millions de barils la même année. Les réserves de l’Angola s’établissaient à 5,4 milliards de barils, de 1994 à 2003, malgré la découverte de 38 nouveaux champs de plus de 100 millions de barils chacun.

Notons cependant que la définition de réserves prouvées varie d'un pays à l'autre. Aux États-Unis, la règle conservatrice est de classer comme prouvées seulement les réserves qui sont en cours de production. D'autre part, l'Arabie saoudite qualifie de réserves prouvées, les champs connus pas encore en production. Le Venezuela inclut les pétroles non conventionnels (bitumes) de l'Orénoque, dans sa réserve de base.

### Arabie saoudite
Avec un quart des réserves pétrolières prouvées et les coûts de production parmi les plus bas au monde, l’Arabie saoudite produit plus de 3 milliards de barils de pétrole par an et restera probablement le principal exportateur de pétrole dans un futur prévisible.
Selon l’Oil and Gas Journal, l’Arabie saoudite détient 262 milliards de barils de réserves de pétrole prouvées, soit à peu près un quart des réserves mondiales conventionnelles prouvées de pétrole. Bien que l'Arabie saoudite dispose d'environ 80 champs pétrolifères et gaziers, plus de la moitié de ses réserves sont dans seulement quatre champs, et plus de la moitié de sa production provient d'un seul champ, le champ Ghawar.
Un des défis pour les Saoudiens pour maintenir ou augmenter leur production est que la production de leurs champs actuels diminue de 5 à 12 % par an, nécessitant donc une capacité annuelle supplémentaire équivalente. L'agence internationale de l'Énergie a prédit que la production de pétrole saoudienne doublera au cours des deux prochaines décennies[réf. nécessaire], prévoyant une extraction de 7 milliards de barils par an en 2020.

### Iran
L'Iran a les deuxièmes réserves mondiales conventionnelles de pétrole brut avec approximativement 9 % du pétrole mondial.
L’Iran produit en moyenne environ 1,5 milliard de barils par an, en très net retrait par rapport aux 6 milliards de barils par an qu’il produisait quand le shah d’Iran était au pouvoir. Les États-Unis interdisent l'import de pétrole iranien, ce qui limite sa dépendance, mais ne réduit pas la probabilité qu'une interruption de la production iranienne provoque une forte poussée des prix du pétrole dans le monde. Les pressions américaines sur l'Iran pour qu'il renonce au programme nucléaire iranien présentent un risque élevé d'affrontement militaire, et les risques politiques sur le pétrole iranien pèsent beaucoup plus lourd que les risques géologiques.

### Irak
L’Irak dispose des quatrièmes réserves conventionnelles de pétrole du monde avec 112 milliards de barils. En dépit de ses vastes réserves et de prix de revient peu élevés, la production n'a pas récupéré depuis l'invasion de l'Irak en 2003 menée par les États-Unis. Un pillage permanent, des attaques des insurgés, et le sabotage des champs pétroliers ont limité la production à environ 0,5 milliard de barils par an au mieux. Le risque politique est ainsi la principale contrainte de la production pétrolière irakienne et le restera probablement dans le futur proche.
En 2009-2010, profitant d'une relative accalmie politique, l'Irak met sur le marché un grand nombre de blocs qui sont rapidement attribués,, ; le ministre de l'énergie envisage d'atteindre 12 Mbbl/j d'ici 2018[réf. souhaitée], ce qui ferait de l'Irak le premier producteur mondial ; cette politique, affichée en pleine période de dépression et de faiblesse de la demande, risque de mener l'Irak à l'affrontement avec l'Arabie saoudite.

### Émirats arabes unis et Koweït
Les Émirats arabes unis et le Koweït sont presque à égalité avec les cinquièmes plus grandes réserves conventionnelles de pétrole dans le monde avec 98 et 97 milliards de barils, respectivement. Les ÉAU produisent environ 0,8 milliard de barils par an et ont environ 100 ans de réserve à ce taux alors que le Koweït produit environ la même quantité et a à peu près 100 ans de réserve. Abou Dabi possède 94 % des réserves pétrolières des ÉAU alors que la plupart des réserves pétrolières du Koweït sont dans le champ Burgan, le deuxième plus grand champ de pétrole après le champ Ghawar d'Arabie saoudite. Le Koweït espère intensifier sa production de pétrole pour atteindre une capacité de 4 millions bbl/j d'ici 2020, mais vu que le gisement Burgan a été trouvé en 1938 et devient très mature, ce sera un challenge. De plus, selon des fuites de la Kuwait Oil Company (KOC), les réserves pétrolières restantes prouvées et non prouvées du Koweït sont seulement la moitié des chiffres officiels - 48 milliards de barils.

## Approvisionnement pétrolier
Le terme « approvisionnement pétrolier » est parfois utilisé pour signifier la même chose que réserves pétrolières. Toutefois, le terme « réserves de pétrole » se réfèrent principalement au pétrole dans le sol qui peut être exploité économiquement. L'approvisionnement pétrolier comprend également la production de pétrole, les installations de traitement du pétrole et les systèmes de livraison du pétrole qui fournissent le pétrole à l'utilisateur final. Quand il y a une «pénurie» de l'offre, c'est plus souvent un problème du système de livraison qu'un problème de réserve. Bien que les géologues soient sûrs que le monde finira par manquer de pétrole, les économistes sont sûrs qu'il y aura toujours un prix auquel l'offre satisfera la demande, quoique peut-être à un prix plus élevé que celui que les personnes voudraient payer.

## Exploration pétrolière
Les bassins de l'Arctique ont tendance à être plus riche en gaz naturel qu'en huile. L'abondance de gaz dans l'Arctique, si éloignés des marchés principaux, nécessitera le déplacement du gaz sur de longues distances. Les problèmes pour assurer que le pétrole et le gaz continuent d'affluer librement dans l'Arctique sous-marin pipelines sont pratiquement identiques à ceux rencontrés à une profondeur de 8 000 pieds dans le golfe du Mexique, où les températures sont au plus près du point de congélation sur le plancher océanique où des hydrates peuvent se former. La technique pour le déplacement du pétrole du fond marin à la côte est similaire à celle utilisée en Norvège, et pourrait un jour avoir des applications dans l'Alaska.
Shell, une des sociétés du mondial de pétrole, estime que les eaux Arctiques, y compris ceux du nord de l'Alaska, ont un grand potentiel en tant que pétrole et gaz naturel de frontière. Shell considère que l'Arctique est une occasion très alléchante pour développer l'huile nouvelle et les ressources de gaz et de la dernière frontière restantes. Les opinions de l'entreprise ont tendance à soutenir les études universitaires et des Agences des bassins que l'Arctique contient 25 % de reste dans le monde des ressources non découvertes. La plupart de ces bassins sont inexplorées et inexploitées. Shell reconnaît comment « difficile et exigeante » les aspects sociaux, environnementaux et économiques seront. Shell estime que les solutions techniques développées pour d'autres domaines, tels que l'eau profonde, aura des applications dans la mer Arctique.
Toutefois, les débuts de 2006, Shell a fait un geste audacieux en pétrole non conventionnel lors de l'achat pour 465 000 000 dollars de baux dans le nord du Canada, juste à l'extérieur des sables bitumineux de l'Athabasca. Shell n'a pas cédé la propriété de Shell Canada, qui a déjà une huile grande opération de sables dans la région, mais a créé une nouvelle filiale en propriété exclusive appelée SURE Northern Energy Ltd (SURE Northern) pour développer des baux. Alors que la région est connue pour contenir des gisements de pétrole importants, il n'est pas inclus dans les réserves de pétrole actuelles du Canada parce que la géologie est plus difficile et plus rocailleuse que le sable qui caractérise la plupart des projets de sables bitumineux[réf. nécessaire].
Sur le plan technique, les nouvelles méthodes de prospection directe comme l'électrographie de fond de mer limitent déjà les risques de l’exploration offshore,.

## Réserves stratégiques de pétrole
De nombreux pays maintiennent des réserves de pétrole contrôlées par le gouvernement, pour des raisons à la fois économiques et de sécurité nationale. Bien qu'il y ait des réserves dites stratégiques dans de nombreux pays producteurs, ce qui suit traite uniquement des réserves stratégiques des trois plus grands consommateurs mondiaux.
Les États-Unis maintiennent une réserve stratégique de pétrole dans quatre sites dans le golfe du Mexique, d’une capacité totale de 0,727 milliard de barils de pétrole brut. Les sites sont d'énormes cavernes de sel qui ont été converties pour stocker du pétrole. La RSP américaine n'a jamais atteint sa capacité maximale ; la plus grande quantité atteinte jusqu'à maintenant était de 0,7 milliard de barils le 17 août 2005, ensuite les réserves ont été réduites pour faire face à la demande en conséquence de l’ouragan Katrina. Cette réserve a été mise en place en 1975 à la suite de l'embargo pétrolier de 1973-1974, et est en 2005 la plus grande réserve stratégique de pétrole dans le monde. Au rythme actuel de consommation (plus de 7 milliards de barils par an), la RSP pourrait répondre à la demande nationale pendant environ 37 jours.
La Chine, le deuxième pays consommateur de pétrole au monde après les États-Unis, a planifié la constitution d'une réserve stratégique de pétrole car la demande de pétrole y est en constante augmentation. La taille de cette réserve de pétrole chinoise sera d'approximativement 0,15 milliard de barils.
Elle a également imposé aux trois plus grands groupes pétroliers d’État l'achat d’exploitations pétrolières étrangères pour assurer un approvisionnement adéquat en énergie afin d’alimenter l'économie du pays, en pleine croissance. Par ailleurs, Kong Linglong, directeur du développement national et de la « Commission de réforme du département de l'investissement à l’étranger », a déclaré que le gouvernement chinois allait bientôt établir un fonds gouvernemental visant à aider les groupes pétroliers étatiques à acquérir des actifs énergétiques offshores.
Le Japon, le troisième pays consommateur de pétrole au monde, a ses propres réserves stratégiques de pétrole contrôlées par l'État. Selon l’Agence for Natural Resources and Energy du Japon, le Japon a des réserves publiques représentant 92 jours de consommation et des réserves privées pour 78 jours de consommation supplémentaires, soit un total de 171 jours de consommation. Ces réserves sont particulièrement importantes pour le Japon dans la mesure où ce pays n'a pratiquement aucune production nationale de pétrole et importe au moins 95 % de son pétrole.

## Pays membres de l'OPEP

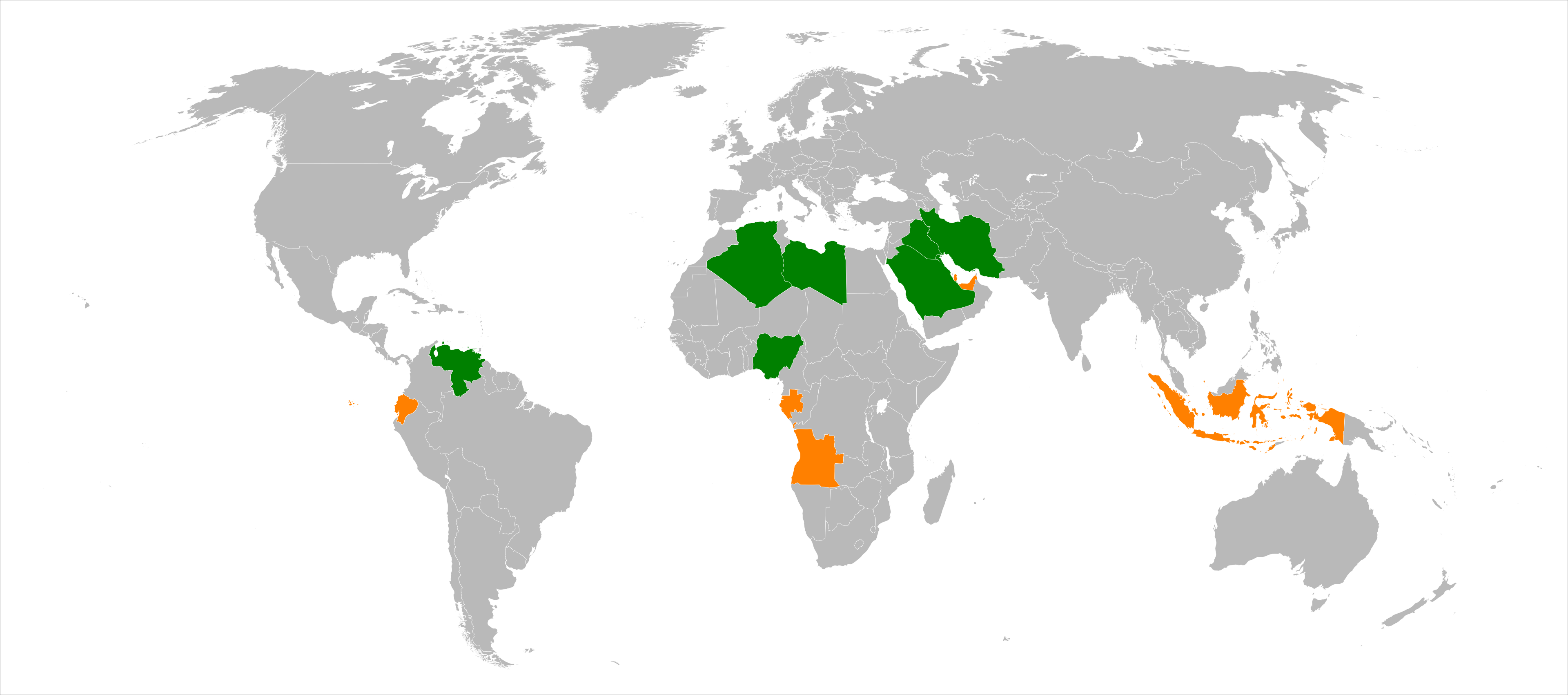
Les pays de l’OPEP

De nombreux pays détenteur de large réserve pétrolière sont membres de l'Organisation des pays exportateurs de pétrole ou OPEP (Organization of the Petroleum Exporting Countries ou OPEC en anglais). L'OPEP représente environ deux tiers des réserves mondiales de pétrole ce qui leur accorde un rôle significatif sur le cours mondial du pétrole brut.

## Réserves pétrolières par pays

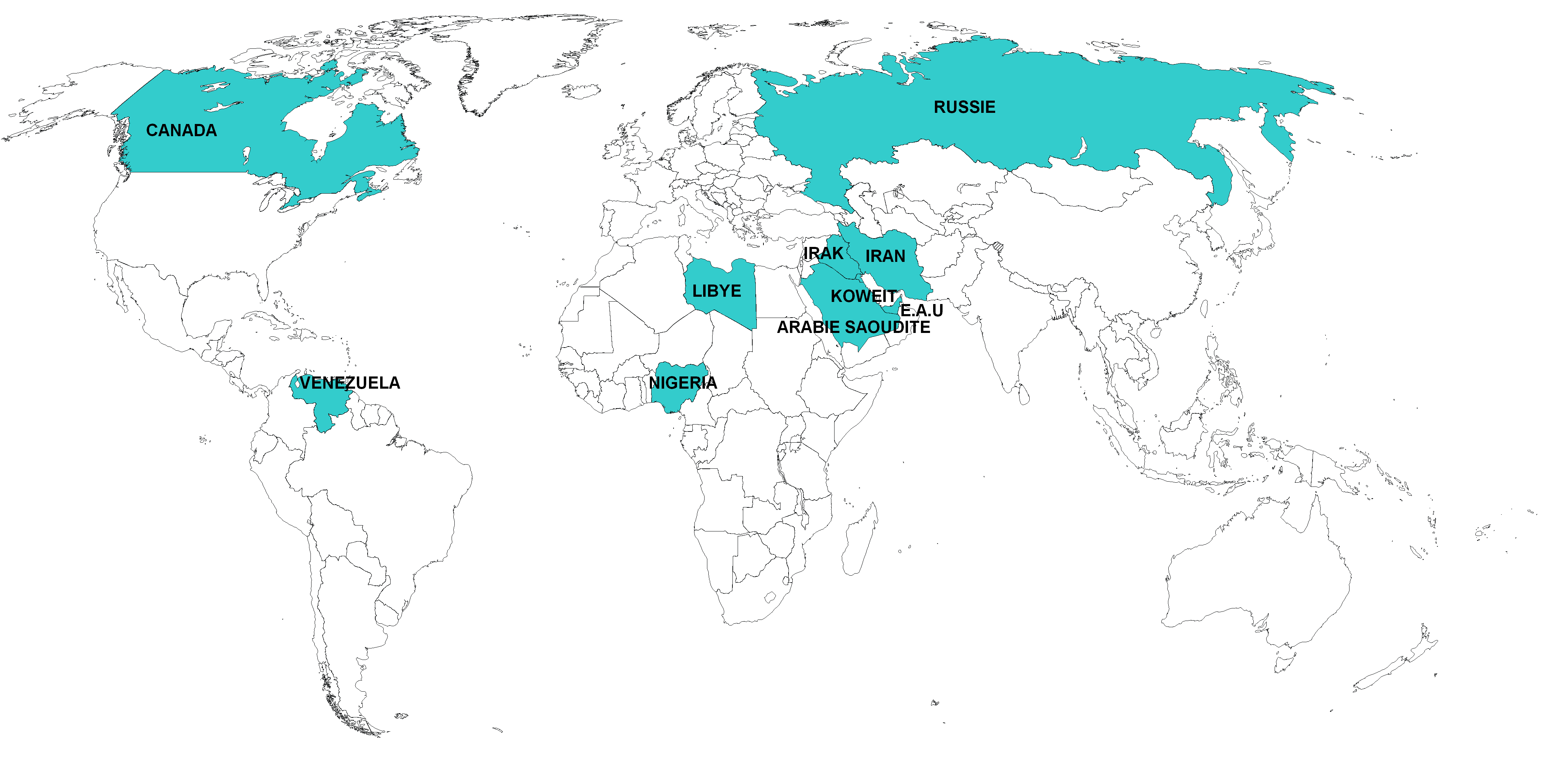
Les 10 pays avec les plus grandes réserves de pétrole.

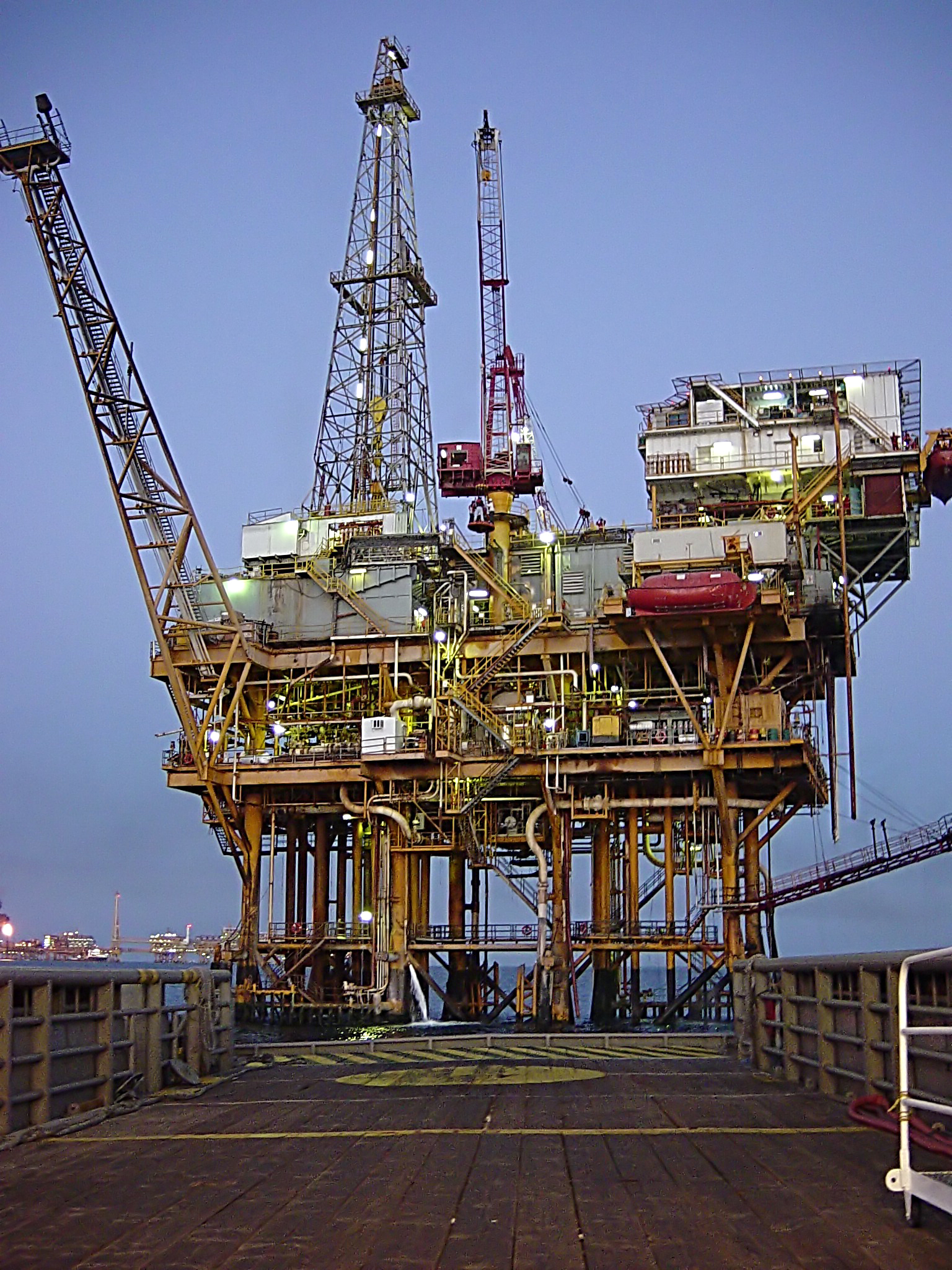
Une plate-forme pétrolière offshore dans le golfe du Mexique. On estime que le Mexique possède environ 14 milliards de barils de réserves de pétrole

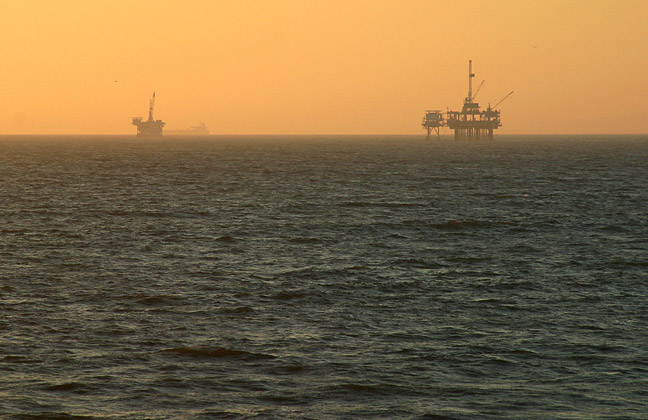
Plate-forme pétrolières près de Huntington Beach, en Californie, aux États-Unis

Les estimations ci-dessous, exprimées en milliards de barils de 159 litres, sont tirées du tableau fourni par l'Administration de l'Information sur l’Énergie (EIA/DoE) américaine ; ce tableau signale les estimations en provenance du BP Statistical Review, du Oil & Gas Journal, et de World Oil. La principale différence entre les estimations concerne le Canada, pour lequel BP ne comptabilise pas les sables bitumineux, qui pourtant constituent aujourd'hui l'essentiel des réserves et de la production de ce pays.
| Pays/Région                     | Estimation la plus basse (2008) | Estimation la plus haute (2008) |
| ------------------------------- | ------------------------------- | ------------------------------- |
| Amérique du Nord                | 57,5                            | 209,9                           |
| Canada 1                        | 25,2                            | 178,1                           |
| États-Unis 1                    | 21,3                            | 30,5                            |
| Mexique                         | 10,5                            | 12,2                            |
| Amérique centrale & du Sud      | 104,8                           | 198,9[30]                       |
| Argentine                       | 2,5[30]                         | 2,7                             |
| Brésil2                         | 12,5                            | 12,9[30]                        |
| Colombie                        | 1,4                             | 1,5                             |
| Équateur                        | 3,8                             | 6,5[30]                         |
| Venezuela                       | 81,0[source insuffisante]       | 172,3[30]                       |
| Europe de l’Ouest               | 13,7                            | 15,6                            |
| Danemark                        | 0,8                             | 1,1                             |
| Norvège                         | 6,7                             | 8,2                             |
| Royaume-Uni                     | 3,1[30]                         | 3,6                             |
| Europe de l'Est & Ancienne URSS | 98,9                            | 128,1                           |
| Azerbaïdjan                     | 7,0                             | 7,0                             |
| Kazakhstan                      | 30,0                            | 39,8                            |
| Russie                          | 60,0                            | 79,4                            |
| Moyen-Orient                    | 727,3                           | 755,3                           |
| Arabie saoudite 1               | 264,1[source insuffisante]      | 266,7                           |
| EAU                             | 68,1[source insuffisante]       | 97,8                            |
| Iran                            | 136,2[source insuffisante]      | 138,4                           |
| Irak                            | 115,0[source insuffisante]      | 126,0                           |
| Koweït 1                        | 99,4[source insuffisante]       | 104,0                           |
| Oman                            | 5,5                             | 5,7                             |
| Qatar                           | 15,2[source insuffisante]       | 27,4                            |
| Syrie                           | 2,5                             | 2,9                             |
| Yémen                           | 2,7                             | 3,0                             |
| Afrique                         | 114,7                           | 127,7[30]                       |
| Algérie                         | 11,9                            | 12,3                            |
| Égypte                          | 3,7                             | 4,4[30]                         |
| Guinée équatoriale              | 1,1                             | 1,8                             |
| Gabon                           | 2,0                             | 3,7[30]                         |
| Libye                           | 36,5                            | 44,3[30]                        |
| Nigeria                         | 36,2                            | 37,2                            |
| République du Congo             | 1,6                             | 1,9                             |
| Soudan                          | 5,0                             | 6,7                             |
| Asie et Océanie                 | 34,0                            | 42,2[30]                        |
| Australie                       | 1,5                             | 4,2                             |
| Brunei                          | 1,1                             | 1,2                             |
| Chine                           | 14,8[30]                        | 18,1                            |
| Inde                            | 4,0                             | 5,8                             |
| Indonésie                       | 3,7                             | 4,5                             |
| Malaisie                        | 4,0                             | 5,5                             |
| Total Monde                     | 1184,2                          | 1342,2                          |
1Il est important de lire les notes de la source afin de nuancer les données fournies.
2Le Brésil, avec les découvertes récentes de Tupi (2007), Franco (2010) et Libra (2010), vient de doubler ses réserves ; il envisage de les porter à 35 Gbbl en 2014.

### Pays qui ont déjà atteint leur pic de production
Note : ce tableau est un travail en cours, et toutes les classifications de pays ne sont pas correctes.
Données issues de  et du rapport annuel Statistical Review of World Energy de BP.
1 membre de l'Opep. Ces pays ont connu un pic « artificiel » avec l'établissement des quota, mais la plupart ne pourront jamais rejoindre les chiffres de production de cette époque. Il en va de même pour quelques pays non-Opep comme Brunei et Trinidad, qui eux aussi ont volontairement restreint leur production dans les années 1970. 
2 anciens membres de l'Opep.

### Sources
- World Petroleum Council, Petroleum Ressources Management System
- World Petroleum Council, Guidelines for Application of the Petroleum Resources Management System (2011)
- Various, The Oil Industry of the Former Soviet Union: Reserves, Extraction, Transportation (1998, pg. 24-59),  (ISBN 90-5699-062-4)
- Adams Neal, Terrorism & Oil (2002, pg.66),  (ISBN 0-87814-863-9)
- Robert J Art, Grand Strategy for America (2003, pg.62),  (ISBN 0-8014-4139-0)
- Paul Roberts, The End of Oil, (2004 p. 47-p. 52), Bloomsbury, pbk,  (ISBN 0-7475-7081-7)
- Jean-Luc Wingert, La Vie après le pétrole, éditions Autrement, 2005, pages 57 à 79